# Funzionale di Minkowski
In matematica, in particolare in analisi funzionale, un funzionale di Minkowski è una funzione che richiama il concetto di distanza tipico degli spazi vettoriali.

## Definizione
Dato uno spazio vettoriale reale o complesso {\displaystyle X} ed un suo sottoinsieme {\displaystyle K}, si definisce il corrispondente funzionale di Minkowski:
{\displaystyle p_{K}:X\rightarrow [0,\infty )}
come:
{\displaystyle p_{K}(x)=\inf \left\{r>0:x\in rK\right\}}
Tale funzionale è spesso detto gauge di {\displaystyle K}.
Si assume implicitamente nella definizione che {\displaystyle 0\in K} e che l'insieme {\displaystyle \{r>0:x\in rK\}} non è vuoto. Affinché {\displaystyle p_{K}} goda delle proprietà di una seminorma è necessario imporre alcune restrizioni sulla scelta di {\displaystyle K}:
- L'insieme {\displaystyle K} è un insieme convesso, in modo che {\displaystyle p_{K}} è subadditiva.
- Se {\displaystyle K} è un insieme bilanciato, ovvero {\displaystyle \alpha K\subset K} per tutti gli {\displaystyle |\alpha |\leq 1}, si ha che {\displaystyle p_{K}(\alpha x)=|\alpha |p_{K}(x)} per ogni {\displaystyle \alpha }, in modo che {\displaystyle p_{K}} è omogenea.

Un insieme {\displaystyle K} con tali proprietà è detto assolutamente convesso.
Ad esempio, si consideri uno spazio normato {\displaystyle X} con norma {\displaystyle \|\cdot \|}, e sia {\displaystyle K'} la sfera unitaria in {\displaystyle X}. La funzione {\displaystyle p:X\to \mathbb {R} } data da:
{\displaystyle p(x)=\inf \left\{r>0:x\in rK'\right\}}
è la norma {\displaystyle p(x)=\|x\|} su {\displaystyle X}. Si tratta di un esempio di funzionale di Minkowski.

### Convessità e bilanciatezza diK
Il fatto che {\displaystyle K} è un insieme convesso implica la subadditività di {\displaystyle p_{K}}. Infatti, si supponga che {\displaystyle p_{K}(x)=p_{K}(y)=r}. Allora per tutti gli {\displaystyle \epsilon >0} si ha {\displaystyle x,y\in (r+\epsilon )K=K'}. L'assunzione che {\displaystyle K} sia convesso implica che lo è anche {\displaystyle K'}, e quindi {\displaystyle x/2+y/2\in K'}. Per definizione di funzionale di Minkowski {\displaystyle p_{K}} si ha:
{\displaystyle p_{K}\left({\frac {1}{2}}x+{\frac {1}{2}}y\right)\leq r+\epsilon ={\frac {1}{2}}p_{K}(x)+{\frac {1}{2}}p_{K}(y)+\epsilon }
Ma il membro di sinistra è {\displaystyle 1/2[p_{K}(x+y)]}, cioè la precedente relazione diventa:
{\displaystyle p_{K}(x+y)\leq p_{K}(x)+p_{K}(y)+\epsilon \qquad \forall \epsilon >0}
che è la disuguaglianza cercata. Il caso generale {\displaystyle p_{K}(x)>p_{K}(y)} segue in modo ovvio.
Si nota che la convessità di {\displaystyle K}, insieme all'assunzione che {\displaystyle \{r>0:x\in rK\}} non è vuoto, implica che {\displaystyle K} è un insieme assorbente. 
Il fatto che {\displaystyle K} sia bilanciato implica inoltre che {\displaystyle \lambda x\in rK} se e solo se {\displaystyle x\in (r/|\lambda |)K}, e quindi:
{\displaystyle p_{K}(\lambda x)=\inf \left\{r>0:\lambda x\in rK\right\}=\inf \left\{r>0:x\in {\frac {r}{|\lambda |}}K\right\}=\inf \left\{|\lambda |{\frac {r}{|\lambda |}}>0:x\in {\frac {r}{|\lambda |}}K\right\}=|\lambda |p_{K}(x)}

## Esempio
Dato uno spazio vettoriale {\displaystyle X} sul campo {\displaystyle F}, sia {\displaystyle X'} il suo duale algebrico e siano {\displaystyle \phi \in X'} i funzionali lineari definiti su {\displaystyle X} che lo costituiscono. Si consideri l'insieme {\displaystyle K} dato da:
{\displaystyle K=\{x\in X:|\phi (x)|\leq a\}\qquad a>0}
e si definisca:
{\displaystyle p(x)=\inf \left\{r>0:x\in rK\right\}}
Allora:
{\displaystyle p(x)={\frac {1}{a}}|\phi (x)|}
La funzione (non-negativa) {\displaystyle p(x)} è un esempio di funzionale di Minkowski che è:
- subadditivo, ovvero {\displaystyle p(x+y)\leq p(x)+p(y)}.
- omogeneo, ovvero {\displaystyle p(\alpha x)=|\alpha |p(x)} per tutti gli {\displaystyle \alpha \in K}.

Quindi {\displaystyle p} è una seminorma su {\displaystyle X}, che lo munisce di una topologia. Si nota che {\displaystyle p(x)=0} non implica {\displaystyle x=0}, e di conseguenza la topologia risultante da una famiglia di tali seminorme non è di Hausdorff.